# ديفيد جونستون
ديفيد الكسندر جونستون بالإنكليزية David A. Johnston (18 مايو 1980 18 ديسمبر 1949).عالم براكين أمريكي. عمل مع هيئة المسح الجيولوجي الأمريكية (USGS). وقد توفي في ثورة بركان جبل سانت هيلين في واشنطن عام 1980 ميلادي. وهو أحد العلماء الرئيسين في فريق المراقبة، وقد قتل أثناء حراسته لموقع مراقبة يبعد حوالي 6 أميال (10 كيلو متر تقريبا) من البركان في صباح يوم 18 مايو (أيار) عام 1980ميلادي. كان أول من بلغ عن ثوران البركان حيث أحال رسالة قال فيها «فانكوفر! فانكوفر1 هذا هو» وذلك قبل أن يجرفهم الانفجار الجانبي الناجم عن انهيار الجهة الشمالية للجبل. وعلى الرغم من أن جثة جونستون لم يتم أبدا العثور عليها فقد تم العثور على يقايا إنتاجه مع هيئة المسح الجيولوجي بواسطة عمال الطريق السريع في عام 1993 ميلادي.
وقد اتخذ جونستون عملا له في جميع أنحاء أمريكا حيث درس بركان أوغسطين في ألاسكا وحقل سان خوان في كولورادو والبراكين الهامدة في ميشيغان. وقد كان جونستون عالم دقيق وموهوب وكان يعرف بتحليلاته لغازات البراكين وعلاقتها بالانفجارات. وهذا بالإضافة إلى حماسه وموقفه الإيجابي جعلته يُحَبُ ويُحتَرَم من قبل العديد من زملائه في العمل. وقد رأى جونستون أن العلماء يجب عليهم أن يقوموا بما هو ضروري، شاملين مواجهة المخاطر للمساعدة في حماية العابة من الكوارث الطبيعية. عمله وعمل زملائه في هيئة المسح الجيولوجي أقنع السلطات من إغلاق جبل سانت هيلين لعامة الناس قبل ثورانه عام 1980 ميلادي، والإبقاء على إغلاقه على الرغم من الضغوط الشديدة لأجل إعادة فتح المنطقة، هذا العمل أدى إلى إنقاذ آلاف الأرواح.وقد أصبحت قصته جزء من الصورة الشعبية للثورات البركانية وتهديدها للمجتمع وكذلك أصبح جزء من تاريخ علم البراكين. حتى الآن، جونستون هو واحد من اثنين فقط من علماء البراكين الأمريكين المعروفين اللذان لقيا مصرعهما الانفجارات البركانية.
بعد وفاته، احتفل بجونستون بعدة طرق، بما في ذلك إنشاء صندوق تذكاري باسمه في جامعة واشنطن لتمويل البحوث على مستوى الدراسات العليا. كما تم إنشاء مرصدا براكين يحملان اسمه: أحدهما في فانكوفر في واشنطن والآخر على التل حيث توفي. وقد ظهرت حياة وموت جونستون في العديد من الأفلام والأفلام الوثائقية الكتابية والتلفزيونية والكتب التي تحدثت عن الثوران. نقش اسم جونستون إلى جانب أشخاض آخرين قتلوا براسطة بركان على النصب التذكارية المخصصة لذكراهم.

## حياته ومهنته

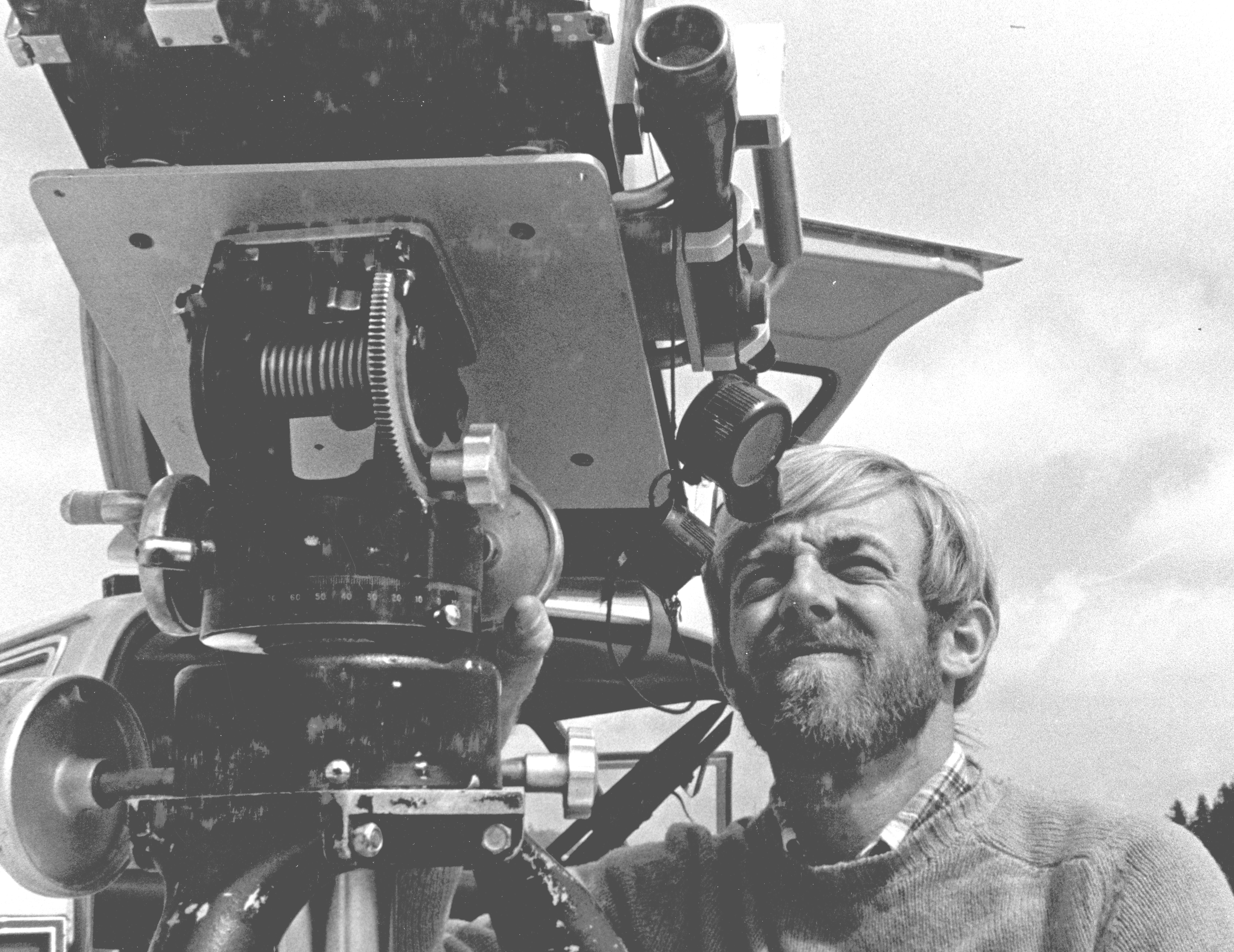
جونستون مستخدما مطياف الارتباط، الذي يقيس الأشعة فوق البنفسجية كمؤشر لمحتوى ثاني أكسيد الكبريت في الغازات المقذوفة من هيلين سانت جبل. صورت في 4 أبريل، 1980..

ولد جونستون في مستشفى جامعة شيكاغو في 18 ديسمبر 1949، وكان والديه توماس وجونستون أليس. وكانوا يعيشون أصلا في مدينة هوم تاون في إلينوي في الولايات المتحدة الأمريكية، لكنه انتقل مع والديه إلى اوك غاردين بعد فترة قصيرة من ولادته. نشأ جونستون مع أخت واحدة. كان والده يعمل مهندسا في إحدى الشركات المحلية ووالدته كانت محررة في صحيفة محلية. كان ديفيد جونستون كثيرا ما يقوم بالتقاط الصور لصحيفة والدته وكذلك ساهم في بعض المقالات لصحيفة مدرسته، ولم يتزوج أبدا.
بعد تخرجه من المدرسة الثانوية، قام جونستون بالتسجيل في جامعة إلينوي في أوربانا شامبين. خطط لدراسة الصحافة، ولكنه غير اهتمامه ودراسته إلى دراسة الجيولوجيا بعد اصابته بالإحباط نتيجة الدرجة الضعيفة التي حصل عليها في فصل المحاضرة الكبير. وقد أثار اهتمامه فصل الجيولوجيا التمهيدية وغير اختصاصه. وكان مشروعه الجيولوجي الأول هو دراسة ل عصر ما قبل الكمبري.حيث درس الصخور التي تنتشر في ولاية ميشيغان.وهناك بحث عن آثار البركان القديم: مجموعة من البازلت المتحول، والجذور البركانية.زرعت التجربة بذور شغف جونستون للبراكين. بعد العمل الجاد لتعلم هذه المادة، تخرج مع «مرتبة الشرف والتميز الأولى» في عام 1971.
بعد الجامعة قضى جونستون الصيف في حقل سان خوان البركاني في كولورادو عاملا مع عالم البراكين «بيت ليبمان» أثناء دراسته لاثنين من الحفر البركانية الهامدة. أصبح هذا العمل مصدر إلهام للمرحلة الأولى من عمله في الدراسات عليا في جامعة واشنطن في سياتل، الذي ركز على مجمع اوليغوسيني في بركان سيمارون في سان خوان الغربية. إعادة بناء جونستون لتاريخ ثورة بركان من البراكين الهامدة أعده لدراسة البراكين النشطة. أول تجربة لجونستون مع البراكين النشطة كانت المسح الجيوفيزيائي لبركان اوغسطين في ألاسكا عام 1975.
عندما ثار جبل أوغسطين عام 1976 سارع جونستون بالعودة إلى ألاسكا. مناورا لتحويل عمله السابق على بركان سيمارون إلى رسالة الماجستير، وجعل جبل أوغسطين محور تركيز شهادة الدكتوراه.تخرج في عام 1978 مع شهادة الدكتوراه، بعد أن تبين أن (1) آلية تمركز تدفقات الحمم البركانية قد تغيرت مع مرور الوقت،(2)وهي تحتوي على كميات عالية الانصهارة من الماء المتطاير، والكلور، والكبريت، و (3) الخلط تحت الأرض للفلزات السليكونية المنصهرة مع الحمم الحديدية المغنسيومية البازلتية الأقل لزوجة يمكن أن يثير انفجارات البراكين. وكان جبل أوغسطين موقع خطير وقريب وباكر لجونستون، عندما أصبح محاصرا في الجبل خلال ثوران البركان بعد الرياح العاتية على أول طائرة إخلاء.
أثناء صيف في عامي 1978 و1979 قادت الدراسات جونستون لتدفق الرماد لورقة في ثورة بركان جبل كاتماي عام 1912 في وادي عشرة دخان. مرحلة الغاز المهمة للغاية في دفع الثورات البركانية. وبسبب هذا، جونستون أتقن العديد من التقنيات اللازمة لتحليل شوائب بخار الزجاج في الصخور النارية الكريستالية المضمنة في الحمم، التي تقدم معلومات عن الغازات الحاضرة أثناء الثورات الماضية.عمله في جبل كاتماي وجبال أخرى في وادي العشرة آلاف دخنة مهد الطريق لحياته المهنية ولرشاقته وأعصابه وصبره وتصميمه حول فوهة جبل ماجيك أعجب زملائه.
لاحقا عام 1978 انضم إلى هيئة المسح الجيولوجي الأمريكية حيث رصد مستويات الانبعاثات البركانية في الشلالات وقوس ألوشيان. هناك ساعد في تعزيز نظرية أن الثورات البركانية يمكن التنبؤ بها، إلى حد ما، من خلال التغيير في تشكيلة الغازات البركانية. . زميله عالم البراكين ويس هيدرث قال عن جونستون «أعتقد أن أغلى أمل لديف هو الرصد المنتظم للانبعاثات التي قد تسمح بالكشف عن التغيرات التمهيدية المميزة لثورات البراكين... ديفيد أراد صياغة النموذج العام لسلوك المواد المتطايرة للصخور المنصهرة قبل تفجر المتفجرات وفي إرساء قاعدة طبيعية لتقييم المخاطر». خلال هذا الوقت، واصل جونستون زيارة جبل أوغسطين كل صيف وأيضا تقييم إمكانيات الطاقة الحرارية الأرضية في جزر الأزور والبرتغال. في السنة الأخيرة من حياته ازداد اهتمامه في الصحة والزراعة والآثار البيئية لكل من البراكين والانبعاثات البشرية المنشأ على الغلاف الجوي.
أسند جونستون لفرع في USGS في مينلو بارك في كاليفورنيا، ولكن عمله في البراكين أخذه إلى جميع أنحاء منطقة شمال غرب المحيط الهادئ. عندما هز أول زلازل جبل سانت هيلين في 16 مارس، 1980، كان جونستون في مكان قريب في جامعة واشنطن، حيث كان يتابع سعيه في الدكتوراه.افتتانه بإمكانية ظهور ثوران بركان، اتصل جونستون بستيفن مالون، وهو أستاذ الجيولوجيا في الجامعة. مالون كان معلمه عندما كان جونستون يعمل في مجمع سان خوان في ولاية كولورادو، وأعجب جونستون بعمله. صرح مالون ب «وضعه في العمل» على الفور تقريبا، سامحا لجونستون أن يصطحب الصحفيين المهتمين إلى مكان بالقرب من البركان. جونستون كان أول جيولوجي على بركان، وسرعان ما أصبح قائدا داخل فريق USGS حاملا المسؤولية عن رصد انبعاثات الغازات البركانية.

## ثورة البركان

### النشاط الانذاري
منذ ثورانه الأخير في منتصف القرن التاسع عشر جبل سانت هيلين أصبح خامدًا. جهاز قياس الزلازل لم ينزل حتى عام 1972ميلادي. هذه الفترة من خمود هذا البركان انتهت مع اوائل العام 1980. في 15 آذار مجموعة من الزلازل الخفيفة ضربت المنطقة حول الجبل. لستة أيام، أكثر من 100 مجموعة من الزلازل حول جبل سانت هيلين في إشارة إلى أن الرواسب تتحرك. في البداية كانت هناك بعض الشكوك فيما إذا كانت الزلازل نذير لثورة البركان. في 20 آذار، زلزال بقوة 4.2 ضرب البرية حول البركان. في اليوم التالي، جهاز قياس الزلازل نزل 3 (محطات مسجلة زلزالية) . في 24 آذار علماء البراكين في USGS - ومن بينهم جونستون - أصبحوا أكثر ثقة بأن النشاط الزلازالي كان إشارة بثورة وشيكة للبركان

## وصلات خارجية
- David A. Johnston نسخة محفوظة 15 فبراير 2013 على موقع واي باك مشين. (متحف الولايات المتحدة الأمريكية للجيلوجية)
- David Alexander Johnston – memoriam article by Wes Hildreth – includes 1978 photograph of Johnston (USGS Geological Survey Circular 838, hosted by the US National Park Service)
- David Johnston – memorial page that includes photographs of Johnston following his arrival at the volcano (St. Helens Hero website)
- This is it – 1995 local newspaper retrospective on Johnston (St. Helens Hero website)
- The Victims of the Eruption – memorial page that includes a photograph of the Hoffstadt Bluffs memorial plaque (The many faces of Mount St. Helens website)
- Mount St. Helens - Victims – map that shows the position of Johnston and the others killed by the eruption (The Daily News, TDN.com)